# Catherine Crook de Camp
Catherine Crook de Camp (* 6. November 1907 in New York City; † 9. April 2000 in Plano, Texas; gebürtige Catherine Adelaide Crook) war eine amerikanische Schriftstellerin.

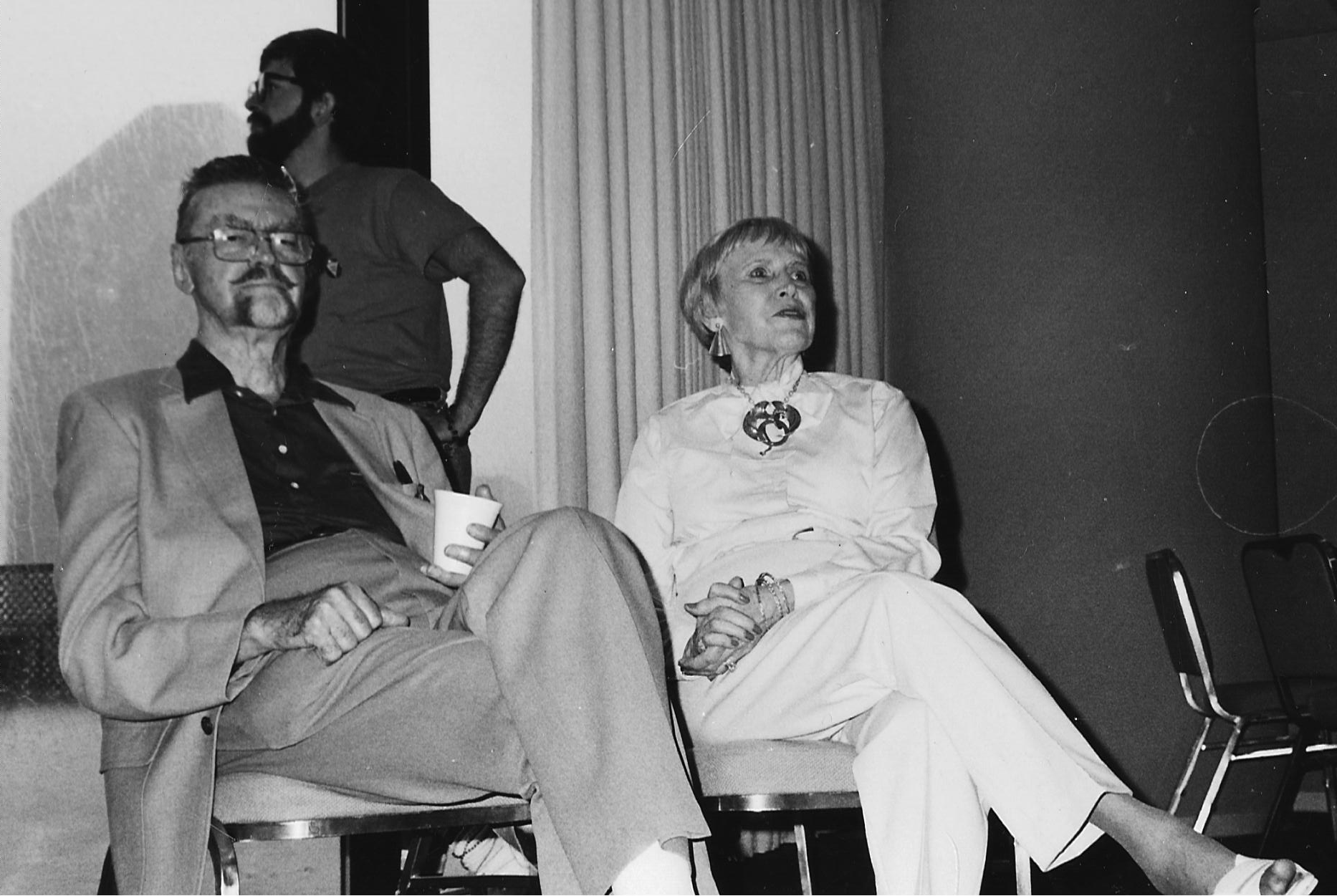
Lyon Sprague de Camp und Catherine Crook de Camp, 1988

## Leben
Catherine Crook de Camp wuchs in New York auf und besuchte die Lennox School. Sie schloss ihr Studium am Barnard College mit Magna cum laude ab. An der Columbia-Universität unterrichtete sie Englisch und Volkswirtschaftslehre.
Am 12. August 1939 heiratete sie den Schriftsteller Lyon Sprague de Camp. Aus dieser Ehe gingen zwei Söhne, Lyman Sprague de Camp und Gerard Beekman de Camp hervor. In der Folgezeit wurde sie die Managerin und Buchhalterin ihres Mannes. Ab Mitte der 1960er Jahre war sie Ko-Autorin bei zahlreichen Veröffentlichungen ihres Gatten. Die de Camps waren mit zahlreichen Science-Fiction-Autoren befreundet, darunter John Brunner, John W. Campbell Jr., Isaac Asimov, Arthur C. Clarke, Fletcher Pratt, Robert A. Heinlein, Poul Anderson und Jack Williamson.
Ab 1972 veröffentlichte sie auch eigene Werke und Kompilationen.
Catherine Crook de Camp, die viele Jahre mit ihrem Mann die Welt bereiste, erhielt zahlreiche Auszeichnungen für ihr Wirken im Genre der Science-Fiction und Fantasy.
Catherine Crook de Camp starb im Alter von 92 Jahren in Plano, Texas. Ihre Asche wurde zusammen mit der ihres Mannes auf dem Arlington National Cemetery beigesetzt.

## Bibliografie
Viagens Interplanetarias (mit Lyon Sprague de Camp)
- 8 The Bones of Zora (1983)
  - Deutsch: Die Gebeine von Zora. Übersetzt von Joachim Pente. Heyne SF&F #4093, 1986, ISBN 3-453-31247-3.
- 9 The Stones of Nomuru (1988)
- 10 The Swords of Zinjaban (1991)
  - Deutsch: Die Schwerter von Zinjaban. Übersetzt von Joachim Pente. Heyne SF&F #4193, 1997, ISBN 3-453-05407-5.

Incorporated Knight (mit Lyon Sprague de Camp)
- 1 The Incorporated Knight (1987)
- 2 The Pixilated Peeress (1991)

Romane
- The Day of the Dinosaur (1968; mit Lyon Sprague de Camp)
- Citadels of Mystery (1972; mit Lyon Sprague de Camp)

Sammlungen
- Footprints on Sand (1981; mit Lyon Sprague de Camp)

Kurzgeschichten
1951:
- Windfall (in: Astounding Science Fiction, July 1951)

1973:
- Icarus (1973, in: Lyon Sprague de Camp und Catherine Crook de Camp (Hrsg.): Tales Beyond Time)

1977:
- The Bear Who Saved the World (1977, in: Catherine Crook de Camp (Hrsg.): Creatures of the Cosmos; mit Lyon Sprague de Camp)
- The Horse Show (1977, in: Catherine Crook de Camp (Hrsg.): Creatures of the Cosmos)
- The Million Dollar Pup (1977, in: Catherine Crook de Camp (Hrsg.): Creatures of the Cosmos)

1981:
- The Boy Who Could Fly (1981, in: Lyon Sprague de Camp und Catherine Crook de Camp (Hrsg.): Footprints on Sand)

Anthologien
- 3000 Years of Fantasy and Science Fiction (1972; mit Lyon Sprague de Camp)
- Tales Beyond Time (1973; mit Lyon Sprague de Camp)
- Creatures of the Cosmos (1977)

Sachliteratur
- Ancient Ruins and Archaeology (1964; auch: Citadels of Mystery, 1972; mit Lyon Sprague de Camp)
- Spirits, Stars and Spells (1966; mit Lyon Sprague de Camp)
- The Story of Science in America (1967; mit Lyon Sprague de Camp)
- The Day of the Dinosaur (1968; mit Lyon Sprague de Camp)
- Darwin and His Great Discovery (1972; mit Lyon Sprague de Camp)
- Teach Your Child to Manage Money (1975)
- Dark Valley Destiny: The Life of Robert E. Howard (1983; mit Jane Whittington Griffin und Lyon Sprague de Camp)